# Lady Mond
Pour les articles homonymes, voir Marie-Louise.
Marie-Louise Le Manac’h, dite Maï Manac'h, plus connue sous le nom de Lady Mond, est née le 5 février 1869 à Belle-Isle-en-Terre dans les Côtes-du-Nord. Elle est morte le 21 novembre 1949 dans sa ville natale. Du fait de son mariage avec Sir Robert Mond, elle fut l’une des femmes les plus riches et les plus en vue de son époque, pratiquant activement le mécénat.

## Jeunesse et premier mariage
« Maï » est née le 6 février 1869, à deux heures du matin, au moulin de Prat-Guéguen où son père, Guillaume Le Manac’h, est un modeste meunier. En janvier 1858, il avait épousé Maryvonne Le Roy, ménagère, avec laquelle il aura dix enfants – 9 garçons dont 4 meurent en bas âge ; elle est la sixième de la fratrie. S’exprimant d'abord en breton, elle fréquente l’école des filles où l’on note qu’elle est une bonne élève en français. Le 1er juin 1885, les propriétaires du moulin de son père l’emmènent aux funérailles de Victor Hugo, ce qui lui permet d’entrevoir la vie parisienne. Après une enfance passée dans la vallée du Léguer, elle quitte Belle-Isle en Terre en 1886 pour Saint-Brieuc, où elle travaille à l’Hôtel de la Croix-Rouge. L’année suivante, elle arrive à Paris et s’installe à Montmartre, où son premier emploi est vendeuse de fleurs dans la rue. Ses premières années à Paris restent mystérieuses, mais elle aurait fréquenté le milieu des artistes, notamment des élèves des Beaux-Arts. Le 23 juin 1893, elle est condamnée à 2 mois de prison pour outrage public à la pudeur par le tribunal correctionnel de la Seine pour une exhibition nue, à la suite d'un pari, au cours d'une soirée arrosée au restaurant Lemardelay. Elle rencontre un fort des Halles Simon Gugenheim, avec qui elle déménage en Grande-Bretagne et s’installe à Londres. Le mariage a lieu le 5 février 1897. Simon Gugenheim, qui était marchand de fruits et légumes, meurt le 25 décembre 1900, atteint de tuberculose et d’une cirrhose du foie.

## La maîtresse d’Antoine d’Orléans, duc de Galliera
En 1900, quelque temps après le décès de son époux, elle rencontre, à l'hôtel Savoy de Londres, l’infant d’Espagne Antoine d'Orléans (1866-1930), duc de Galliera, petit-fils du roi des Français Louis-Philippe Ier et du roi d’Espagne Ferdinand VII, séparé légalement de son épouse l’infante Eulalie. Elle devient sa maîtresse, et ce jusqu’en 1906. Cette liaison lui ouvre les portes d’un monde bien différent de celui qu'elle connaissait et modifie radicalement son statut social. Le  27 mai 1902, Marie-Louise Le Manac’h revient à  Belle-Isle-en-Terre où elle fait l’acquisition d’une maison. Néanmoins, sa résidence principale demeure à Paris, sur la rive droite, où l'infant la rejoint quotidiennement. Le couple mène une vie mondaine, séjourne fréquemment à Londres, ce qui lui permet de parler couramment anglais, mais aussi à Séville. Elle rencontre en audience privée le pape Pie X.
Cependant, même avec sa maîtresse, l'Infant est incapable de rester fidèle et, en 1906, il finit par se lasser de celle qu’il a peu à peu introduite dans « le grand monde ». Antoine d'Orléans ne sort cependant pas totalement indemne de cette relation, car sa maîtresse, furieuse d’être éconduite, lui brise plusieurs dents en le frappant violemment de son ombrelle, rue de la Paix à Paris.

## Lady Mond
- Voir article consacré à Sir Robert Mond

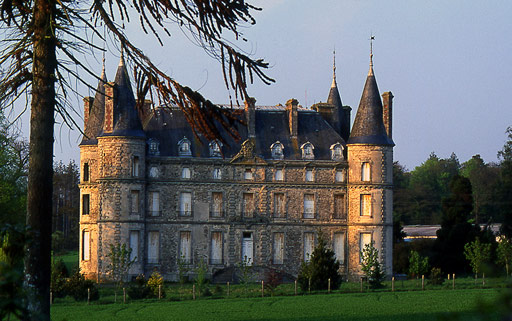
Château de Coat-an-Noz.

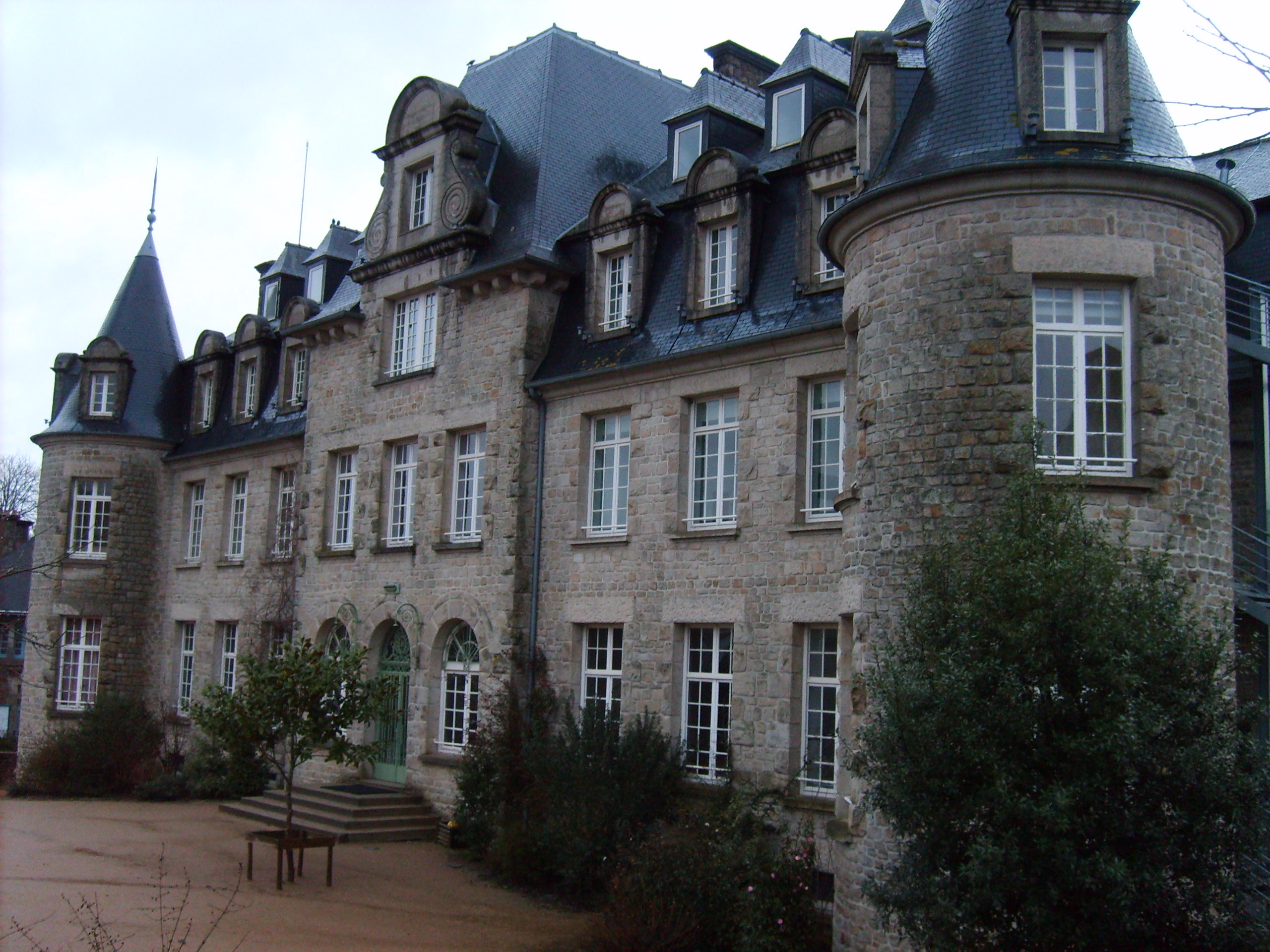
Le château de Belle-Isle-en-Terre.

De retour à Londres en 1910, elle fait la connaissance du richissime homme britannique Robert Mond, que l’on surnomme le roi du nickel et en devient la maîtresse. Il est industriel, chimiste, égyptologue, archéologue, anthropologue, collectionneur, mécène. Il est le fils de Ludwig Mond chimiste et industriel britannique d'origine allemande, fondateur de la « Brunner-Mond Company». Il en avait pris la direction en 1897. Ils se marient le 6 décembre 1922. Leur vie mondaine a pour lieux privilégiés Londres, Paris, Belle-Isle-en-Terre et aussi la cité balnéaire de Dinard (Ille-et-Vilaine).
En 1924, les Mond font une donation à la ville de Dinard pour l'acquisition de son premier bateau de sauvetage, le « Maï Manach ».
En 1927, Robert Mond achète une ancienne malouinière construite en 1858, située dans l’embouchure de la Rance face à Saint-Malo.
En 1928, le château est profondément remanié par l'architecte malouin Yves Hémar, puis décoré de toiles de Rembrandt, Constable, Watteau ; il devient leur résidence principale et se voit rebaptisé le « Castel-Mond ».
Le 21 janvier 1929, Robert Mond offre à Maï le domaine de Coat-an-Noz à Belle-Isle-en-Terre, ainsi que le Manoir de Ker-Goz sur la plage de Saint Efflam à Plestin-les-Grèves à l’occasion de son soixantième anniversaire. Ils partagent désormais leur temps entre Coat-an-Noz et Castel-Mond. Elle fait élire son frère Joseph, maire de Belle-Isle-en-Terre, où elle fait construire une nouvelle mairie, la poste, la gendarmerie, un haras, une salle des fêtes et installer de nouveaux vitraux dans l’église. À sa demande, Camille Le Mercier d'Erm réédite en un superbe volume Buez ar Pevar Mab Emon, version bretonne de la légende des « Quatre fils Aymon ». Le 3 juin 1932, Robert Mond est anobli, créé Knight bachelor par le roi George V : ils deviennent Sir Robert et Lady Mond. Dans les années 1930, le château accueille des lutteurs de gouren venus des Cornouailles britanniques ; Lady Mond fait partie, avec son frère Job Manac’h, du bureau de la Fédération des Amis des Luttes et Sports Athlétiques Bretons. Elle fréquente aussi des celtomanes engagés dans la défense de la culture bretonne, parmi lesquels on peut citer François Taldir-Jaffrenou et Camille Le Mercier d'Erm, ce qui lui vaut d’être reçue « bardesse » d’honneur du Gorsedd de Bretagne. En juillet 1937, Coat-an-Noz accueille le Gorsedd digor de la Gorsedd de Bretagne.
Sir Robert Mond décède le 22 octobre 1938. Maï et les deux filles de Sir Robert, issues d’un premier mariage, sont les principales bénéficiaires du testament. Elle est arrêtée sur dénonciation au début de l'Occupation, incarcérée à la prison de Porz-an-Quenn à Guingamp pendant plusieurs mois pour détention d'armes, probablement par Alain Guerduel (pseudonyme d'un collaborateur notoire), époux de Marie Kerlivan (aussi un pseudonyme), dont les parents étaient au service de Lady Mond. Le château de Coat-an-Noz est occupé par les Allemands, de même que le Castel-Mond à Dinard. Elle finit sa vie dans le nouveau « Castel Mond », qu’elle a fait construire dans le centre de Belle-Isle-en-Terre, et décède le 21 novembre 1949.
Elle est inhumée dans la chapelle de Locmaria (Mausolée de Lady Mond) auprès des cendres de son mari, transférées plus tard en Grande-Bretagne. Depuis 2005, un festival de musique du XXe siècle se tient pendant une semaine à Belle-Isle-en-Terre : « le printemps de Lady Mond ».

## Sources
- Pierre Delestre, Lady Mond -  Maï la Bretonne, Édition Coop Breizh, Spézet, 1984.  (ISBN 2-84346-222-3)
- Jean-Loup Avril, Mille Bretons, dictionnaire biographique, article « Marie-Louise Le Manac'h », p. 284, Les Portes du Large, Saint-Jacques-de-la-Lande, 2002,  (ISBN 2-914612-10-9)

## Marché de l'art
Différents objets d'art ayant appartenu à Lady Mond ont été vendus aux enchères, les 10 et 11 août 2020, à Saint-Martin-des-Champs (Finistère).